# Picar l'ullet

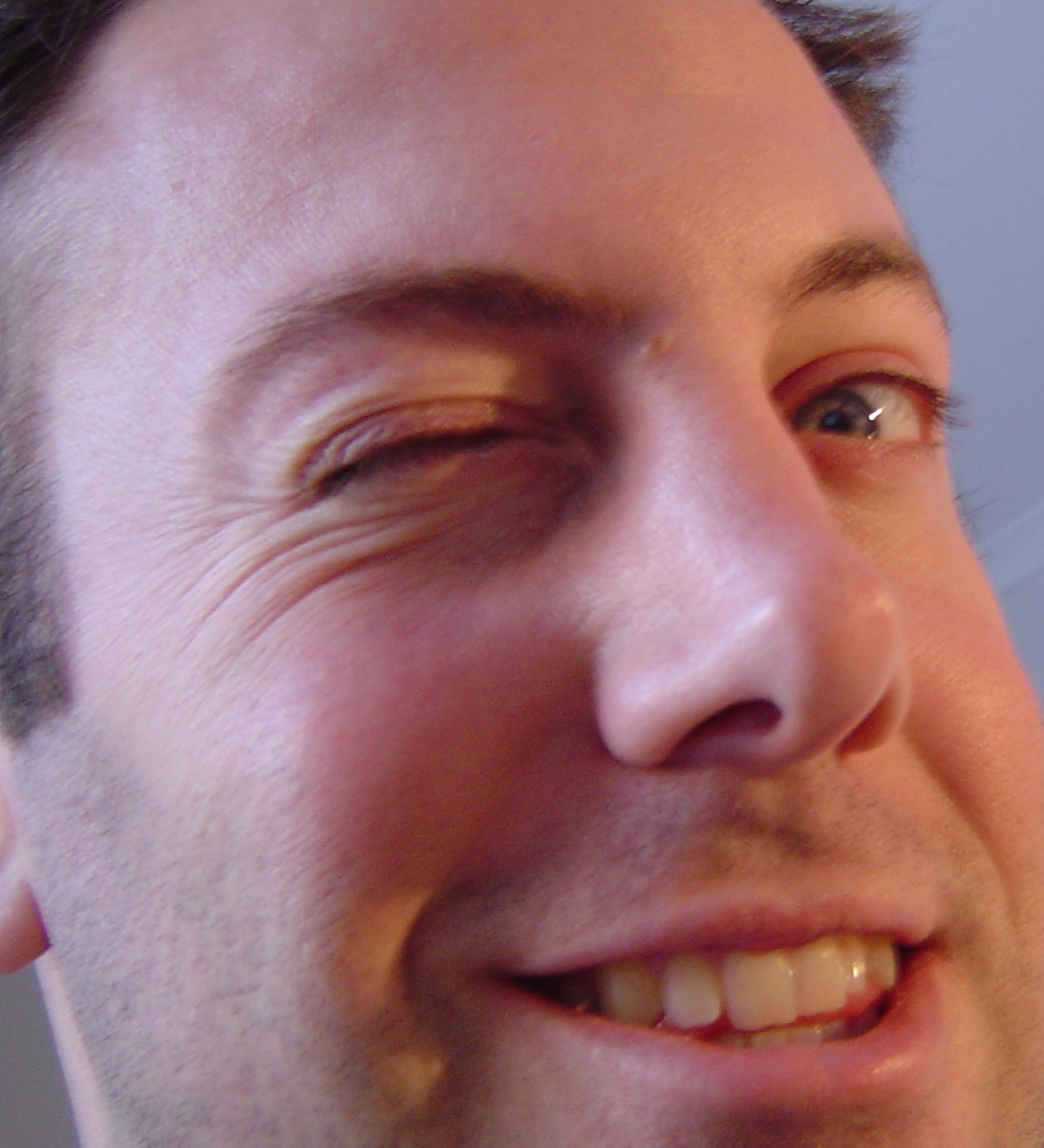
Un home picant l'ullet de complicitat amb l'ull dret

Emoticona que pica l'ullet

Picar l'ullet o fer l'ullet és una expressió facial feta amb un breu tancar d'un ull. Una picada d'ullet és una manera de comunicació informal, en general un senyal que, depenent del context, pot indicar, entre d'altres, una atracció sexual o el coneixement compartit i ocult d'un propòsit.

## Diferències culturals

### Occident
En la cultura occidental, pot ser utilitzat per a comunicar les intencions sexuals, que van des del coqueteig a una invitació explícita.

### Amèrica llatina
En les cultures d'Amèrica llatina, fer l'ullet també pot ser una invitació sexual o romàntica.

### Àsia
En molts països d'Àsia, picar l'ullet pot ser vist com un gest ofensiu.
No obstant això, cal tenir en compte que picar l'ullet de complicitat en el subcontinent indi sol tenir connotacions similars a les d'Occident, com insinuació o invitació seductora. En altres casos, picar l'ullet es fa servir per a indicar un contingut de broma, un picar l'ullet astut compartit entre dues persones en privat, a esquena dels que els envolten, com en una reunió social.
Quan Frederick Spencer Chapman es trobava entrenant guerrillers xinesos a la Malàisia britànica per disparar fusells, va comprovar que una gran proporció d'ells eren incapaços de tancar un sol ull a la vegada.

### Àfrica
Els adults de Nigèria poden picar l'ullet com a senyal als nens perquè surten de l'habitació.

## Capacitat fisiològica
No tots els éssers humans són capaços de fer l'ullet de manera voluntària, i alguns només poden fer l'ullet amb un (generalment el no dominant) dels ulls. D'altres són molt millors fent l'ullet amb un dels dos ulls i els resulta difícil fer l'ullet amb l'altre.

## Anomalies
Algunes persones, especialment nens i adolescents, mostren un hàbit de picar l'ullet involuntàriament quan són sotmesos a estrès, sovint sense el seu coneixement. Es considera com un símptoma de la síndrome de Tourette.